# Thierry Gale
Thierry Mikael Gale (Bridgetown, 1º maggio 2002) è un calciatore barbadiano, attaccante del Bolton e della nazionale barbadiana.

## Biografia
Suo padre Dwayne Gale, anch'egli di ruolo attaccante all'inizio degli anni 2000, vanta due presenze in nazionale e dei titoli vinti in patria nonché un periodo trascorso con il Galway in Irlanda.

## Caratteristiche tecniche
Punta centrale dal fisico esile ed asciutto, veloce e abile con entrambi i piedi e dal grande senso del gol; in patria viene paragonato alla leggenda Llewellyn Riley.

## Carriera

### Club
Cresce in patria con la St Leonard's Boys School trascinandola alla vittoria di due campionati studenteschi ovvero la Barbados Secondary Schools Football League (BSSFL) nel 2014 dove è stato eletto giocatore dell'anno e nel 2017 dove con una tripletta segnata nella finale scudetto gli vale il premio della BSSFL Player of the Week e la vittoria nella classifica marcatori con 9 reti. Inoltre ha portato la squadra biancorossa alla conquista nel 2016 sia della Coppa di Lega sia della Knockout Cup vincendo in entrambi i tornei la classifica marcatori.
Successivamente passa al Pro Shottas Soccer School una delle squadre giovanili più prestigiose nelle Barbados. Riuscendo a vincere al termine della stagione la Guardian Group Youth Football Competition, il torneo giovanile più importante della nazione conquistando anche il titolo di miglior giocatore del torneo.
Nel 2018 debutta nel mondo del professionismo con il Notre Dame SC club della massima serie delle Barbados. In 4 partite disputate se si considera anche la Coppa nazionale segna ben 9 reti impressionando tecnici e media, attirando l'interesse di club europei.
Nell'ottobre 2018 viene acquistato a titolo definitivo dall'Honvéd club della massima serie magiara, che lo inserisce nel proprio settore giovanile.
A partire dalla stagione 2020-21 con l'arrivo del nuovo tecnico Tamás Bódog viene inserito in prima squadra. Esordisce con il club di Kispest il 21 agosto 2020 in occasione del derby contro i rivali cittadini dell'MTK Budapest perso 3-1, subentrando al 71' minuto a Barna Kesztyűs. Segna il suo primo gol il 28 ottobre nel secondo turno della Coppa d'Ungheria contro lo Csácsbozsok aiutando la squadra a vincere 2-0 e a passare il turno. Segna la sua prima rete in campionato il 7 febbraio nella partita persa 2-1 sul campo del Mezőkövesd-Zsóry. Al termine della stagione 2021-22 si trasferisce in Georgia al Dila Gori, ben figurando nei due anni trascorsi con 12 reti in 35 presenze divenendo uno dei titolari nell'attacco bianco rosso. Ad agosto 2023 le ottime prestazioni fornite, convincono il Rapid Vienna a puntare su di lui, facendogli firmare un contratto quadriennale. Alla terza partita al 96' minuto da subentrato segna la sua prima rete, gol del definitivo 3-3 contro il Linz.

### Nazionale
Ha iniziato la trafila con la nazionale nel 2014 con l'Under-15 segnando nell'unico match una tripletta, successivamente ha fatto parte dell'Under-15 giocando tre partite e segnando due gol. Dal 2016 al 2018 è stato convocato dall'Under-17, successivamente è sceso in campo prima con l'Under-20 e poi con l'Under-23 ben figurando con entrambe le nazionali.
Viene convocato per la prima volta con la nazionale maggiore nel marzo 2018 all'età di appena 15 anni facendo segnare il record del più giovane calciatore ad essere stato convocato con la nazionale maggiore, scendendo in campo contro Bermuda al 91' minuto nel match terminato 0-0. Divenendo così il più giovane giocatore della storia della nazionale delle Barbados ad esordire in una partita ufficiale. Segnando la prima rete il 5 settembre 2019 Saint-Martin all'età di 17 anni.

## Statistiche

### Presenze e reti nei club
Statistiche aggiornate al 12 novembre 2023.
| Stagione         | Squadra          | Campionato       | Campionato | Campionato | Coppe nazionali | Coppe nazionali | Coppe nazionali | Coppe continentali | Coppe continentali | Coppe continentali | Altre coppe | Altre coppe | Altre coppe | Totale | Totale |
| Stagione         | Squadra          | Comp             | Pres       | Reti       | Comp            | Pres            | Reti            | Comp               | Pres               | Reti               | Comp        | Pres        | Reti        | Pres   | Reti   |
| ---------------- | ---------------- | ---------------- | ---------- | ---------- | --------------- | --------------- | --------------- | ------------------ | ------------------ | ------------------ | ----------- | ----------- | ----------- | ------ | ------ |
| 2018             | Notre Dame       | PD               | 3          | 7          | FACup           | 1               | 2               |                    | -                  | -                  |             | -           | -           | 4      | 9      |
| ott. 2018-2019   | Honvéd II        | NB3              | 0          | 0          |                 | -               | -               |                    | -                  | -                  |             | -           | -           | 0      | 0      |
| 2019-2020        | Honvéd II        | NB3              | 0          | 0          |                 | -               | -               |                    | -                  | -                  |             | -           | -           | 0      | 0      |
| 2020-2021        | Honvéd II        | NB3              | 11         | 0          |                 | -               | -               |                    | -                  | -                  |             | -           | -           | 11     | 0      |
| 2021-2022        | Honvéd II        | NB3              | 13         | 2          |                 | -               | -               |                    | -                  | -                  |             | -           | -           | 13     | 2      |
| Totale Honvéd II | Totale Honvéd II | Totale Honvéd II | 24         | 2          |                 | -               | -               |                    | -                  | -                  |             | -           | -           | 24     | 12     |
| 2020-2021        | Honvéd           | NBI              | 9          | 1          | MK              | 3               | 2               | UEL                | 0                  | 0                  |             | -           | -           | 12     | 3      |
| 2021-2022        | Honvéd           | NBI              | 8          | 0          | MK              | 1               | 0               |                    | -                  | -                  |             | -           | -           | 9      | 0      |
| Totale Honvéd    | Totale Honvéd    | Totale Honvéd    | 17         | 1          |                 | 4               | 2               |                    | 0                  | 0                  |             | -           | -           | 21     | 3      |
| 2022             | Dila Gori        | EL               | 16         | 2          | CG              | 3               | 2               | UECL               | 2                  | 0                  | -           | -           | -           | 21     | 4      |
| 2023             | Dila Gori        | EL               | 19         | 10         | CG              | 2               | 0               | UECL               | 6                  | 2                  | SG          | 1           | 0           | 28     | 12     |
| Totale Dila Gori | Totale Dila Gori | Totale Dila Gori | 35         | 12         |                 | 5               | 2               |                    | 8                  | 2                  |             | 1           | 0           | 49     | 16     |
| 2023-2024        | Rapid Vienna     | BL               | 4          | 1          | CA              | 2               | 0               | UECL               | 0                  | 0                  | -           | -           | -           | 6      | 1      |
| Totale carriera  | Totale carriera  | Totale carriera  | 73         | 23         |                 | 12              | 6               |                    | 8                  | 2                  |             | 1           | 0           | 94     | 31     |

### Cronologia presenze e reti in nazionale
| Cronologia completa delle presenze e delle reti in nazionale ― Barbados | Cronologia completa delle presenze e delle reti in nazionale ― Barbados | Cronologia completa delle presenze e delle reti in nazionale ― Barbados | Cronologia completa delle presenze e delle reti in nazionale ― Barbados | Cronologia completa delle presenze e delle reti in nazionale ― Barbados | Cronologia completa delle presenze e delle reti in nazionale ― Barbados | Cronologia completa delle presenze e delle reti in nazionale ― Barbados | Cronologia completa delle presenze e delle reti in nazionale ― Barbados |
| Data                                                                    | Città                                                                   | In casa                                                                 | Risultato                                                               | Ospiti                                                                  | Competizione                                                            | Reti                                                                    | Note                                                                    |
| ----------------------------------------------------------------------- | ----------------------------------------------------------------------- | ----------------------------------------------------------------------- | ----------------------------------------------------------------------- | ----------------------------------------------------------------------- | ----------------------------------------------------------------------- | ----------------------------------------------------------------------- | ----------------------------------------------------------------------- |
| 25-3-2018                                                               | Bridgetown                                                              | Barbados                                                                | 0 – 0                                                                   | Bermuda                                                                 | Amichevole                                                              | -                                                                       | 90+1’                                                                   |
| 4-6-2018                                                                | Bridgetown                                                              | Barbados                                                                | 0 – 0                                                                   | Belize                                                                  | Amichevole                                                              | -                                                                       | 85’                                                                     |
| 5-8-2018                                                                | San Pedro                                                               | Belize                                                                  | 1 – 0                                                                   | Barbados                                                                | Amichevole                                                              | -                                                                       | 52’                                                                     |
| 21-8-2018                                                               | Bridgetown                                                              | Barbados                                                                | 2 – 2                                                                   | Giamaica                                                                | Amichevole                                                              | -                                                                       | 77’                                                                     |
| 6-9-2019                                                                | Bridgetown                                                              | Barbados                                                                | 4 – 0                                                                   | Saint-Martin                                                            | CONCACAF Nations League 2019-2020 - 1º Turno                            | 1                                                                       | 60’                                                                     |
| 9-9-2019                                                                | George Town                                                             | Isole Cayman                                                            | 3 – 2                                                                   | Barbados                                                                | CONCACAF Nations League 2019-2020 - 1º Turno                            | -                                                                       | 77’                                                                     |
| 9-6-2021                                                                | Santo Domingo                                                           | Rep. Dominicana                                                         | 1 – 1                                                                   | Barbados                                                                | Qual. Mondiali 2022                                                     | -                                                                       | 65’                                                                     |
| 24-3-2023                                                               | Bridgetown                                                              | Barbados                                                                | 0 – 1                                                                   | Cuba                                                                    | CONCACAF Nations League 2022-2023 - 1º Turno                            | -                                                                       | 57’                                                                     |
| 26-3-2023                                                               | North Sound                                                             | Antigua e Barbuda                                                       | 1 – 2                                                                   | Barbados                                                                | CONCACAF Nations League 2022-2023 - 1º Turno                            | 1                                                                       | 72’                                                                     |
| 9-9-2023                                                                | Bridgetown                                                              | Barbados                                                                | 2 – 3                                                                   | Montserrat                                                              | CONCACAF Nations League 2023-2024 - 1º Turno                            | 1                                                                       |                                                                         |
| 12-9-2023                                                               | Managua                                                                 | Nicaragua                                                               | 5 – 1                                                                   | Barbados                                                                | CONCACAF Nations League 2023-2024 - 1º Turno                            | 1                                                                       |                                                                         |
| Totale                                                                  |                                                                         | Presenze                                                                | 11                                                                      |                                                                         | Reti                                                                    | 4                                                                       |                                                                         |